# Yohana Cobo

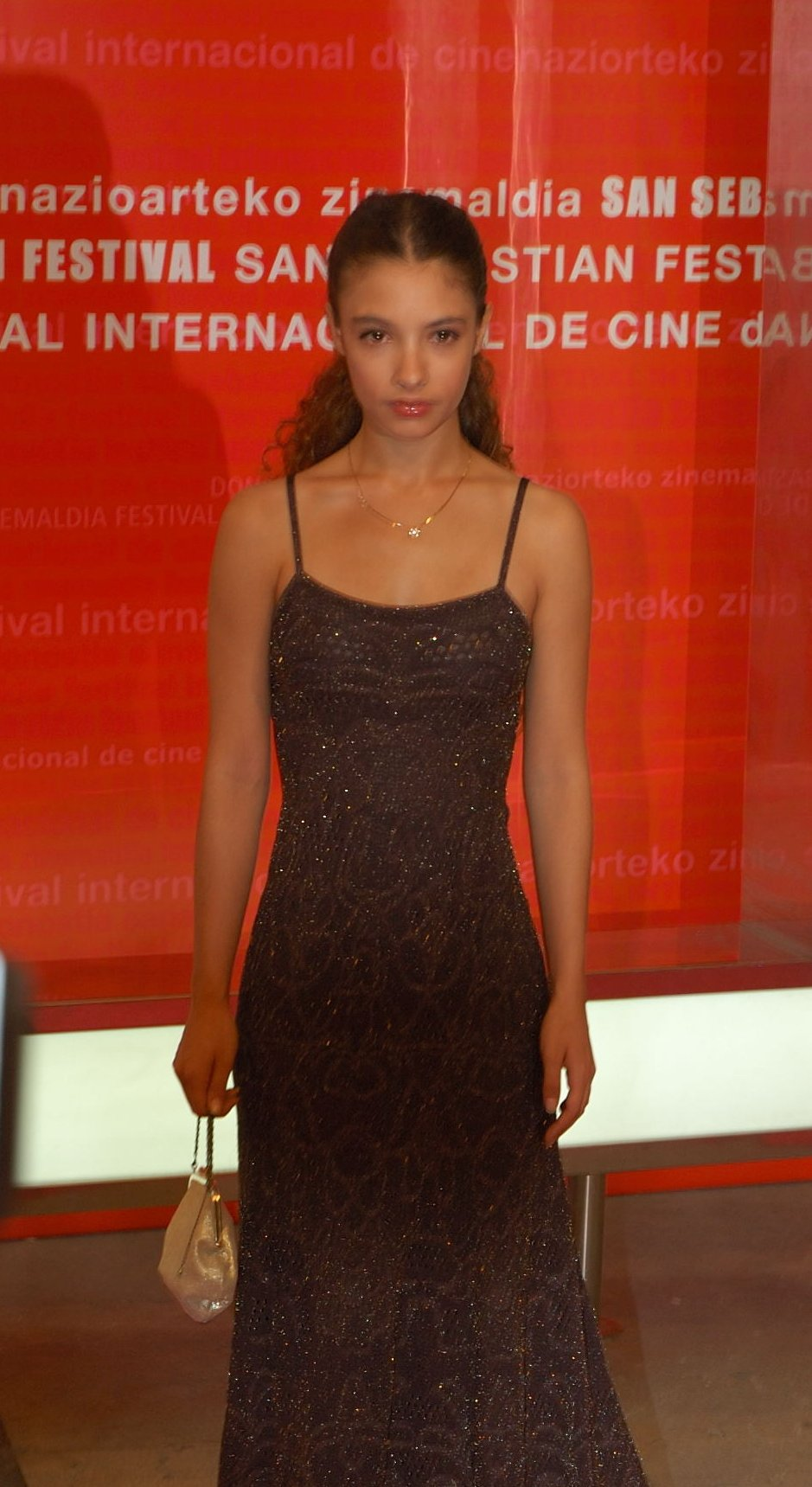
Yohana Cobo in 2006

Yohana Cobo (Madrid, 12 januari 1985) is een Spaanse actrice, vooral bekend door haar rol als Paula, de dochter van Raimunda in Pedro Almodóvar's Volver.

## Filmografie

### Films
Uitgezonderd korte films en televisiefilms.
| Filmografie als actrice |                                    |
| Jaar                    | Titel                              |
| 2000                    | Aunque tú no lo sepas              |
| 2001                    | Sin noticias de Dios               |
| 2002                    | The Dancer Upstairs                |
| 2002                    | Semana Santa                       |
| 2003                    | La vida mancha                     |
| 2004                    | El séptimo día                     |
| 2004                    | Seres queridos                     |
| 2005                    | Las Llaves de la independencia     |
| 2005                    | Fin de curso                       |
| 2006                    | Volver                             |
| 2006                    | Arena en los bolsillos             |
| 2007                    | Canciones de amor en Lolita's Club |
| 2009                    | Bullying                           |
| 2009                    | Tramontana                         |
| 2017                    | Marisa en los bosques              |
| 2020                    | 75 días                            |

### TV
- El Comisario
  - La Casa de las meriendas (2005)
- Código fuego
  - Despedidas (2003)
- Hospital Central
  - Decisiones (2002) es Sonia
- Hermanas (1998–99)

## Prijzen
- Cannes Film Festival - 2006 Best Actress samen met de rest van de vrouwen in Volver.[1]